# Estadi Filip II
El Toše Proeski National Arena (en macedoni: Национална Арена Тоше Проески), conegut fins al 2019 com Estadi Filip II de Macedònia, és un estadi multifuncional de Skopje, capital de Macedònia del Nord. L'estadi fou construït el 1947 amb el nom de Gradski Stadion Skopje, però va ser reconstruït adoptant el nom de Filip II de Macedònia, pare d'Alexandre Magne i rei de Macedònia.
Té una capacitat per a 36.400 espectadors, i principalment es fa servir per a la pràctica del futbol, jugant habitualment els dos principals equips de la ciutat, el FK Vardar i el FK Rabotnički, així com la selecció de futbol de Macedònia del Nord.
El 8 d'agost de 2017 va acollir la 42a edició de la Supercopa de la UEFA, en la qual el Reial Madrid es va imposar per 2-1 al Manchester United FC.
L'abril de 2019 el govern de la República de Macedonia del Nord va decidir canviar nom de l'estadi en homenatge al popular cantant macedoni Toše Proeski, qui va morir en un accident de cotxe als 26 anys.

## Reconstrucció
La construcció de l'Estadi de la Ciutat de Skopje (en macedoni: Градски стадион Скопје, Gradski stadion Skopje) en la forma actual es va començar el 1978 (moment en què canvia el nom pel de Filip II). Es van necessitar dos anys per construir la tribuna sud, i la resta de la reconstrucció i ampliació no es va iniciar fins al gener del 2008, després d'un llarg retard en l'execució del projecte.
La construcció d'una nova grada nord es va acabar l'agost del 2009, estrenant-se el 2 d'agost, coincidint amb la celebració de la festa nacional de Macedònia, l'Ilinden. Deu dies després, el 12 d'agost, la selecció de futbol de Macedònia va jugar un partit amistós contra la selecció de futbol d'Espanya, vigents campions de l'Eurocopa 2008.
La reconstrucció de la base sud va començar el 2009, posant-se en funcionament el 30 de juliol del 2010, amb motiu del partit entre l'FK Rabotnicki i el Liverpool FC.
Actualment, la capacitat total de l'estadi és de 36.400 espectadors. El Filip II compta amb 494 localitats VIP, un espai reservat amb 245 seients per a comentaristes i una sala de premsa amb capacitat per a 141 periodistes.
La reconstrucció de l'estadi va costar, aproximadament, 51 milions d'euros, inversió realitzada pel govern macedoni, amb una suma de 625.000 euros aportats per la UEFA.